# Albert Buysse
Albert Buysse (* 30. November 1911 in Eeklo; † 13. Oktober 1998 in Sint-Niklaas) war ein belgischer Radrennfahrer.
Albert Buysse entstammte der belgischen Radsportfamilie Buysse, die rund ein Dutzend Radsportler hervorbrachte; sein Vater war der Radrennfahrer Marcel Buysse, der u. a. 1914 die Flandern-Rundfahrt gewann. 
Sohn Albert war Profi von 1931 bis 1944 und Spezialist für Zweier-Mannschaftsfahren und Sechstagerennen. Er startete bei 36, von denen er neun gewann. Sieben Sechstagerennen gewann er gemeinsam mit seinem Standardpartner Albert Billiet; das Duo wurde die „ABs“ genannt. 1933 gewann er das Berliner Sechstagerennen im Gespann mit seinem Landsmann Roger De Neef. 1938 und 1939 siegte er im Sechstagerennen von Antwerpen.
1943 wurde Buysse nationaler Meister im Omnium. Im selben Jahr gewann er gemeinsam mit Gustave Danneels den Bahnwettbewerb Prix Dupré-Lapize in Paris. 1950 versuchte er ein kurzes, erfolgloses Comeback. 